# 12e étape du Tour d'Espagne 2023
Pour un article plus général, voir Tour d'Espagne 2023.
La 12e étape du Tour d'Espagne 2023 se déroule le jeudi 7 septembre 2023 entre Ólvega (Castille-et-León) et Saragosse (Aragon) sur une distance de 151 km.

## Parcours
L'étape s'orientant vers l'est puis vers le sud ne comprend aucune côte répertoriée et a un profil globalement descendant devant théoriquement convenir aux sprinteurs.

## Déroulement de la course
Deux coureurs constituent l’échappée du jour. L'Espagnol Abel Balderstone (Caja Rural-Seguros RGA) et le Néerlandais Jetse Bol (Burgos-BH) ouvrent la route de cette étape sous le contrôle des équipes des sprinteurs qui ne leur laissent pas beaucoup de marge. Le duo est repris à 44 km de l'arrivée mais Jetse Bol repart aussitôt pour cinq nouveaux kilomètres seul en tête, s'assurant ainsi d'obtenir le prix de la combattivité. La victoire se joue au sprint dans les rues de Saragosse. Bien emmené par son équipier portugais Rui Oliveira, le Colombien Sebastián Molano (UAE Emirates) franchit la ligne d'arrivée en vainqueur devant le maillot vert australien Kaden Groves (Alpecin Deceuninck), revenu un peu trop tardivement.

## Résultats

### Classement de l'étape
| \| Classement de l'étape \| Classement de l'étape \| Classement de l'étape \| Classement de l'étape \| Classement de l'étape \| \| Coureur \| Coureur \| Pays \| Équipe \| Temps \| \| --------------------- \| --------------------- \| --------------------- \| ------------------------ \| --------------------- \| \| 1er \| Sebastián Molano \| Colombie \| UAE Team Emirates \| 3 h 23 min 35 s \| \| 2e \| Kaden Groves \| Australie \| Alpecin-Deceuninck \| + 0 s \| \| 3e \| Boy van Poppel \| Pays-Bas \| Intermarché-Circus-Wanty \| + 0 s \| \| 4e \| Rui Oliveira \| Portugal \| UAE Team Emirates \| + 0 s \| \| 5e \| Edward Theuns \| Belgique \| Lidl-Trek \| + 0 s \| \| 6e \| Marijn van den Berg \| Pays-Bas \| EF Education-EasyPost \| + 0 s \| \| 7e \| Alberto Dainese \| Italie \| Team DSM-Firmenich \| + 0 s \| \| 8e \| Orluis Aular \| Venezuela \| Caja Rural-Seguros RGA \| + 0 s \| \| 9e \| Hugo Page \| France \| Intermarché-Circus-Wanty \| + 0 s \| \| 10e \| Milan Menten \| Belgique \| Lotto Dstny \| + 0 s \| |                     |           |                          |                 |
| |                     |           |                          |                 |
| Source : ProCyclingStats |                     |           |                          |                 |
| Classement de l'étape |                     |           |                          |                 |
| Coureur | Coureur             | Pays      | Équipe                   | Temps           |
| 1er | Sebastián Molano    | Colombie  | UAE Team Emirates        | 3 h 23 min 35 s |
| 2e | Kaden Groves        | Australie | Alpecin-Deceuninck       | + 0 s           |
| 3e | Boy van Poppel      | Pays-Bas  | Intermarché-Circus-Wanty | + 0 s           |
| 4e | Rui Oliveira        | Portugal  | UAE Team Emirates        | + 0 s           |
| 5e | Edward Theuns       | Belgique  | Lidl-Trek                | + 0 s           |
| 6e | Marijn van den Berg | Pays-Bas  | EF Education-EasyPost    | + 0 s           |
| 7e | Alberto Dainese     | Italie    | Team DSM-Firmenich       | + 0 s           |
| 8e | Orluis Aular        | Venezuela | Caja Rural-Seguros RGA   | + 0 s           |
| 9e | Hugo Page           | France    | Intermarché-Circus-Wanty | + 0 s           |
| 10e | Milan Menten        | Belgique  | Lotto Dstny              | + 0 s           |

### Points attribués pour le classement par points
| Sprint intermédiaire Villanueva de Gállego (km 131,9) | Sprint intermédiaire Villanueva de Gállego (km 131,9) | Sprint intermédiaire Villanueva de Gállego (km 131,9) | Sprint intermédiaire Villanueva de Gállego (km 131,9) | Sprint intermédiaire Villanueva de Gállego (km 131,9) |
| ----------------------------------------------------- | ----------------------------------------------------- | ----------------------------------------------------- | ----------------------------------------------------- | ----------------------------------------------------- |
|                                                       | Coureur                                               | Pays                                                  | Équipe                                                | Point(s)                                              |
| 1er                                                   | Kaden Groves                                          | Australie                                             | Alpecin-Deceuninck                                    | 20                                                    |
| 2e                                                    | Primož Roglič                                         | Slovénie                                              | Jumbo-Visma                                           | 17                                                    |
| 3e                                                    | Casper Pedersen                                       | Danemark                                              | Soudal Quick-Step                                     | 15                                                    |
| 4e                                                    | Marijn van den Berg                                   | Pays-Bas                                              | EF Education-EasyPost                                 | 13                                                    |
| 5e                                                    | Sepp Kuss                                             | États-Unis                                            | Jumbo-Visma                                           | 10                                                    |
| modifier                                              |                                                       |                                                       |                                                       |                                                       |

| Arrivée d'étape Saragosse (km 150,6) | Arrivée d'étape Saragosse (km 150,6) | Arrivée d'étape Saragosse (km 150,6) | Arrivée d'étape Saragosse (km 150,6) | Arrivée d'étape Saragosse (km 150,6) |
| ------------------------------------ | ------------------------------------ | ------------------------------------ | ------------------------------------ | ------------------------------------ |
|                                      | Coureur                              | Pays                                 | Équipe                               | Point(s)                             |
| 1er                                  | Sebastián Molano                     | Colombie                             | UAE Emirates                         | 30                                   |
| 2e                                   | Kaden Groves                         | Australie                            | Alpecin-Deceuninck                   | 25                                   |
| 3e                                   | Boy van Poppel                       | Pays-Bas                             | Intermarché-Circus-Wanty             | 22                                   |
| 4e                                   | Rui Oliveira                         | Portugal                             | UAE Emirates                         | 19                                   |
| 5e                                   | Edward Theuns                        | Belgique                             | Lidl-Trek                            | 17                                   |
| 6e                                   | Marijn van den Berg                  | Pays-Bas                             | EF Education-EasyPost                | 15                                   |
| 7e                                   | Alberto Dainese                      | Italie                               | DSM-Firmenich                        | 13                                   |
| 8e                                   | Orluis Aular                         | Venezuela                            | Caja Rural-Seguros RGA               | 11                                   |
| 9e                                   | Hugo Page                            | France                               | Intermarché-Circus-Wanty             | 9                                    |
| 10e                                  | Milan Menten                         | Belgique                             | Lotto Dstny                          | 7                                    |
| 11e                                  | Dries Van Gestel                     | Belgique                             | TotalEnergies                        | 6                                    |
| 12e                                  | Davide Cimolai                       | Italie                               | Cofidis                              | 5                                    |
| 13e                                  | Geoffrey Soupe                       | France                               | TotalEnergies                        | 4                                    |
| 14e                                  | Hugo Hofstetter                      | France                               | Arkéa-Samsic                         | 3                                    |
| 15e                                  | Dorian Godon                         | France                               | AG2R Citroën                         | 2                                    |
| modifier                             |                                      |                                      |                                      |                                      |

### Bonifications
|   | Coureur         | Pays      | Équipe             | Secondes |
| - | --------------- | --------- | ------------------ | -------- |
| 1 | Kaden Groves    | Australie | Alpecin-Deceuninck | 6 s      |
| 2 | Primož Roglič   | Slovénie  | Jumbo-Visma        | 4 s      |
| 3 | Casper Pedersen | Danemark  | Soudal Quick-Step  | 2 s      |

|   | Coureur          | Pays      | Équipe                   | Secondes |
| - | ---------------- | --------- | ------------------------ | -------- |
| 1 | Sebastián Molano | Colombie  | UAE Emirates             | 10 s     |
| 2 | Kaden Groves     | Australie | Alpecin-Deceuninck       | 6 s      |
| 3 | Boy van Poppel   | Pays-Bas  | Intermarché-Circus-Wanty | 4 s      |

### Prix de la combativité
- Jetse Bol (Burgos-BH)

## Classements à l'issue de l'étape

### Classement général
| \| Classement général \| Classement général \| Classement général \| Classement général \| Classement général \| \| Coureur \| Coureur \| Pays \| Équipe \| Temps \| \| ------------------ \| ------------------ \| ------------------ \| ------------------ \| ------------------ \| \| 1er \| Sepp Kuss \| États-Unis \| Jumbo-Visma \| 4 h 14 min 40 s \| \| 2e \| Marc Soler \| Espagne \| UAE Team Emirates \| + 26 s \| \| 3e \| Remco Evenepoel \| Belgique \| Soudal Quick-Step \| + 1 min 09 s \| \| 4e \| Primož Roglič \| Slovénie \| Jumbo-Visma \| + 1 min 32 s \| \| 5e \| Lenny Martinez \| France \| Groupama-FDJ \| + 2 min 02 s \| \| 6e \| João Almeida \| Portugal \| UAE Team Emirates \| + 2 min 16 s \| \| 7e \| Jonas Vingegaard \| Danemark \| Jumbo-Visma \| + 2 min 22 s \| \| 8e \| Juan Ayuso \| Espagne \| UAE Team Emirates \| + 2 min 25 s \| \| 9e \| Enric Mas \| Espagne \| Movistar Team \| + 2 min 50 s \| \| 10e \| Aleksandr Vlasov \| Bannière neutre \| Bora-Hansgrohe \| + 3 min 14 s \| |                  |                 |                   |                 |
| |                  |                 |                   |                 |
| Source : ProCyclingStats |                  |                 |                   |                 |
| Classement général |                  |                 |                   |                 |
| Coureur | Coureur          | Pays            | Équipe            | Temps           |
| 1er | Sepp Kuss        | États-Unis      | Jumbo-Visma       | 4 h 14 min 40 s |
| 2e | Marc Soler       | Espagne         | UAE Team Emirates | + 26 s          |
| 3e | Remco Evenepoel  | Belgique        | Soudal Quick-Step | + 1 min 09 s    |
| 4e | Primož Roglič    | Slovénie        | Jumbo-Visma       | + 1 min 32 s    |
| 5e | Lenny Martinez   | France          | Groupama-FDJ      | + 2 min 02 s    |
| 6e | João Almeida     | Portugal        | UAE Team Emirates | + 2 min 16 s    |
| 7e | Jonas Vingegaard | Danemark        | Jumbo-Visma       | + 2 min 22 s    |
| 8e | Juan Ayuso       | Espagne         | UAE Team Emirates | + 2 min 25 s    |
| 9e | Enric Mas        | Espagne         | Movistar Team     | + 2 min 50 s    |
| 10e | Aleksandr Vlasov | Bannière neutre | Bora-Hansgrohe    | + 3 min 14 s    |

| Classement par points | Classement par points | Classement par points | Classement par points | Classement par points |
| Coureur               | Coureur               | Pays                  | Équipe                | Points                |
| --------------------- | --------------------- | --------------------- | --------------------- | --------------------- |
| 1er                   | Kaden Groves          | Australie             | Alpecin-Deceuninck    | 203 pts               |
| 2e                    | Marijn van den Berg   | Pays-Bas              | EF Education-EasyPost | 85 pts                |
| 3e                    | Remco Evenepoel       | Belgique              | Soudal Quick-Step     | 79 pts                |
| 4e                    | Sebastián Molano      | Colombie              | UAE Team Emirates     | 78 pts                |
| 5e                    | Andreas Kron          | Danemark              | Lotto Dstny           | 77 pts                |
| 6e                    | Marc Soler            | Espagne               | UAE Team Emirates     | 73 pts                |
| 7e                    | Edward Theuns         | Belgique              | Lidl-Trek             | 72 pts                |
| 8e                    | Andrea Vendrame       | Italie                | AG2R Citroën Team     | 66 pts                |
| 9e                    | Primož Roglič         | Slovénie              | Jumbo-Visma           | 65 pts                |
| 10e                   | Geoffrey Soupe        | France                | TotalEnergies         | 65 pts                |

| Classement par points | Classement par points | Classement par points | Classement par points | Classement par points |
| Coureur               | Coureur               | Pays                  | Équipe                | Points                |
| --------------------- | --------------------- | --------------------- | --------------------- | --------------------- |
| 1er                   | Kaden Groves          | Australie             | Alpecin-Deceuninck    | 203 pts               |
| 2e                    | Marijn van den Berg   | Pays-Bas              | EF Education-EasyPost | 85 pts                |
| 3e                    | Remco Evenepoel       | Belgique              | Soudal Quick-Step     | 79 pts                |
| 4e                    | Sebastián Molano      | Colombie              | UAE Team Emirates     | 78 pts                |
| 5e                    | Andreas Kron          | Danemark              | Lotto Dstny           | 77 pts                |
| 6e                    | Marc Soler            | Espagne               | UAE Team Emirates     | 73 pts                |
| 7e                    | Edward Theuns         | Belgique              | Lidl-Trek             | 72 pts                |
| 8e                    | Andrea Vendrame       | Italie                | AG2R Citroën Team     | 66 pts                |
| 9e                    | Primož Roglič         | Slovénie              | Jumbo-Visma           | 65 pts                |
| 10e                   | Geoffrey Soupe        | France                | TotalEnergies         | 65 pts                |

| Classement de la montagne | Classement de la montagne | Classement de la montagne | Classement de la montagne | Classement de la montagne |
| Coureur                   | Coureur                   | Pays                      | Équipe                    | Points                    |
| ------------------------- | ------------------------- | ------------------------- | ------------------------- | ------------------------- |
| 1er                       | Jesús Herrada             | Espagne                   | Cofidis                   | 22 pts                    |
| 2e                        | Eduardo Sepúlveda         | Argentine                 | Lotto Dstny               | 21 pts                    |
| 3e                        | Remco Evenepoel           | Belgique                  | Soudal Quick-Step         | 20 pts                    |
| 4e                        | Matteo Sobrero            | Italie                    | Team Jayco AlUla          | 11 pts                    |
| 5e                        | Sepp Kuss                 | États-Unis                | Jumbo-Visma               | 10 pts                    |
| 6e                        | Lennard Kämna             | Allemagne                 | Bora-Hansgrohe            | 10 pts                    |
| 7e                        | Andreas Kron              | Danemark                  | Lotto Dstny               | 10 pts                    |
| 8e                        | Jonas Vingegaard          | Danemark                  | Jumbo-Visma               | 10 pts                    |
| 9e                        | Damiano Caruso            | Italie                    | Bahrain Victorious        | 9 pts                     |
| 10e                       | Primož Roglič             | Slovénie                  | Jumbo-Visma               | 8 pts                     |

| Classement de la montagne | Classement de la montagne | Classement de la montagne | Classement de la montagne | Classement de la montagne |
| Coureur                   | Coureur                   | Pays                      | Équipe                    | Points                    |
| ------------------------- | ------------------------- | ------------------------- | ------------------------- | ------------------------- |
| 1er                       | Jesús Herrada             | Espagne                   | Cofidis                   | 22 pts                    |
| 2e                        | Eduardo Sepúlveda         | Argentine                 | Lotto Dstny               | 21 pts                    |
| 3e                        | Remco Evenepoel           | Belgique                  | Soudal Quick-Step         | 20 pts                    |
| 4e                        | Matteo Sobrero            | Italie                    | Team Jayco AlUla          | 11 pts                    |
| 5e                        | Sepp Kuss                 | États-Unis                | Jumbo-Visma               | 10 pts                    |
| 6e                        | Lennard Kämna             | Allemagne                 | Bora-Hansgrohe            | 10 pts                    |
| 7e                        | Andreas Kron              | Danemark                  | Lotto Dstny               | 10 pts                    |
| 8e                        | Jonas Vingegaard          | Danemark                  | Jumbo-Visma               | 10 pts                    |
| 9e                        | Damiano Caruso            | Italie                    | Bahrain Victorious        | 9 pts                     |
| 10e                       | Primož Roglič             | Slovénie                  | Jumbo-Visma               | 8 pts                     |

| Classement du meilleur jeune | Classement du meilleur jeune | Classement du meilleur jeune | Classement du meilleur jeune | Classement du meilleur jeune |
| Coureur                      | Coureur                      | Pays                         | Équipe                       | Temps                        |
| ---------------------------- | ---------------------------- | ---------------------------- | ---------------------------- | ---------------------------- |
| 1er                          | Remco Evenepoel              | Belgique                     | Soudal Quick-Step            | 42 h 52 min 29 s             |
| 2e                           | Lenny Martinez               | France                       | Groupama-FDJ                 | + 53 s                       |
| 3e                           | João Almeida                 | Portugal                     | UAE Team Emirates            | + 1 min 07 s                 |
| 4e                           | Juan Ayuso                   | Espagne                      | UAE Team Emirates            | + 1 min 16 s                 |
| 5e                           | Cian Uijtdebroeks            | Belgique                     | Bora-Hansgrohe               | + 4 min 07 s                 |
| 6e                           | Santiago Buitrago            | Colombie                     | Bahrain Victorious           | + 5 min 28 s                 |
| 7e                           | Einer Rubio                  | Colombie                     | Movistar Team                | + 5 min 28 s                 |
| 8e                           | Attila Valter                | Hongrie                      | Jumbo-Visma                  | + 12 min 51 s                |
| 9e                           | Antonio Tiberi               | Italie                       | Bahrain Victorious           | + 25 min 19 s                |
| 10e                          | Michel Ries                  | Luxembourg                   | Arkéa-Samsic                 | + 38 min 30 s                |

| Classement du meilleur jeune | Classement du meilleur jeune | Classement du meilleur jeune | Classement du meilleur jeune | Classement du meilleur jeune |
| Coureur                      | Coureur                      | Pays                         | Équipe                       | Temps                        |
| ---------------------------- | ---------------------------- | ---------------------------- | ---------------------------- | ---------------------------- |
| 1er                          | Remco Evenepoel              | Belgique                     | Soudal Quick-Step            | 42 h 52 min 29 s             |
| 2e                           | Lenny Martinez               | France                       | Groupama-FDJ                 | + 53 s                       |
| 3e                           | João Almeida                 | Portugal                     | UAE Team Emirates            | + 1 min 07 s                 |
| 4e                           | Juan Ayuso                   | Espagne                      | UAE Team Emirates            | + 1 min 16 s                 |
| 5e                           | Cian Uijtdebroeks            | Belgique                     | Bora-Hansgrohe               | + 4 min 07 s                 |
| 6e                           | Santiago Buitrago            | Colombie                     | Bahrain Victorious           | + 5 min 28 s                 |
| 7e                           | Einer Rubio                  | Colombie                     | Movistar Team                | + 5 min 28 s                 |
| 8e                           | Attila Valter                | Hongrie                      | Jumbo-Visma                  | + 12 min 51 s                |
| 9e                           | Antonio Tiberi               | Italie                       | Bahrain Victorious           | + 25 min 19 s                |
| 10e                          | Michel Ries                  | Luxembourg                   | Arkéa-Samsic                 | + 38 min 30 s                |

| Classement par équipes | Classement par équipes | Classement par équipes | Classement par équipes |
| Équipe                 | Équipe                 | Pays                   | Temps                  |
| ---------------------- | ---------------------- | ---------------------- | ---------------------- |
| 1re                    | Jumbo-Visma            | Pays-Bas               | 128 h 02 min 10 s      |
| 2e                     | UAE Team Emirates      | Émirats arabes unis    | + 57 s                 |
| 3e                     | Bahrain Victorious     | Bahreïn                | + 7 min 27 s           |
| 4e                     | Bora-Hansgrohe         | Allemagne              | + 10 min 06 s          |
| 5e                     | Movistar Team          | Espagne                | + 25 min 54 s          |
| 6e                     | Ineos Grenadiers       | Royaume-Uni            | + 35 min 36 s          |
| 7e                     | Groupama-FDJ           | France                 | + 38 min 56 s          |
| 8e                     | Soudal Quick-Step      | Belgique               | + 41 min 56 s          |
| 9e                     | EF Education-EasyPost  | États-Unis             | + 47 min 54 s          |
| 10e                    | TotalEnergies          | France                 | + 1 h 00 min 02 s      |

| Classement par équipes | Classement par équipes | Classement par équipes | Classement par équipes |
| Équipe                 | Équipe                 | Pays                   | Temps                  |
| ---------------------- | ---------------------- | ---------------------- | ---------------------- |
| 1re                    | Jumbo-Visma            | Pays-Bas               | 128 h 02 min 10 s      |
| 2e                     | UAE Team Emirates      | Émirats arabes unis    | + 57 s                 |
| 3e                     | Bahrain Victorious     | Bahreïn                | + 7 min 27 s           |
| 4e                     | Bora-Hansgrohe         | Allemagne              | + 10 min 06 s          |
| 5e                     | Movistar Team          | Espagne                | + 25 min 54 s          |
| 6e                     | Ineos Grenadiers       | Royaume-Uni            | + 35 min 36 s          |
| 7e                     | Groupama-FDJ           | France                 | + 38 min 56 s          |
| 8e                     | Soudal Quick-Step      | Belgique               | + 41 min 56 s          |
| 9e                     | EF Education-EasyPost  | États-Unis             | + 47 min 54 s          |
| 10e                    | TotalEnergies          | France                 | + 1 h 00 min 02 s      |

## Abandons
Aucun abandon.